# Andover (Maine)
Pour les articles homonymes, voir Andover.
Andover est une ville du comté d'Oxford, dans l'État du Maine aux États-Unis. La population était de 821 habitants au recensement de 2010. Située au milieu des montagnes et traversé par le Sentier des Appalaches, Andover abrite la Station satellite d'Andover et le pont couvert de Lovejoy.

## Histoire
Les terres de la ville ont été initialement achetées en 1788 par un groupe de propriétaires originaires la plupart de la ville d'Andover, dans le Massachusetts. Les propriétaires d'origine étaient Thomas Poor (venant de Methuen (Massachusetts) ; Jonathan Abbot, Benjamin Poor, Ebenezer Adams, Ingalls Bragg, Theodore Stevens, Samuel Farnum, Philip Abbott, Samuel Johnson, Abiel Lovejoy et Eben Poor, Jr, tous provenant d'Andover, dans le Massachusetts ; Joseph Frye, originaire de Fryeburg, dans le Maine ; et John York, Ezekiel Merrill, et Josias Bean de Bethel (Maine). La ville fut d'abord fondée en 1789 par Ézéchiel Merrill et sa famille, arrivée depuis Bethel dans des canots gérés par les membres de la tribu locale des Pequawket. La première scierie a été construite à l'est de la rivière Ellis par le colonel Thomas Poor, en 1791. Elle a fourni le bois qui a servi à la construction de la maison Merril-Poor, encore debout aujourd'hui.
La ville a été incorporée le 23 juin 1804 sous le nom d'East Andover, puis renommée Andover en 1820, lorsque l'État du Maine a été séparé de l'État du Massachusetts.